# 文部科学委員会

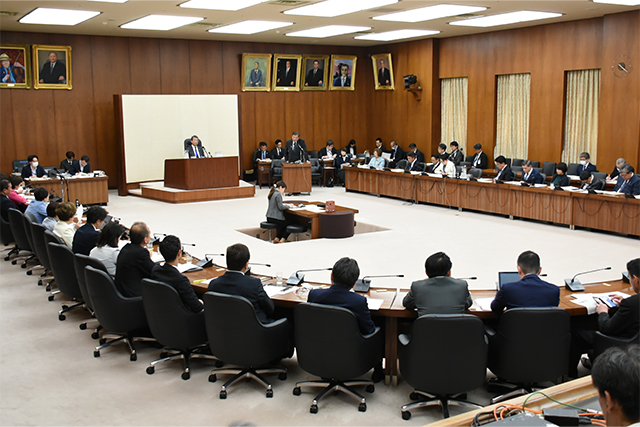
2025年5月、衆議院文部科学委員会の様子

文部科学委員会（もんぶかがくいいんかい）は、日本の衆議院における常任委員会の一つ。国会法第41条2項6号に規定される。

## 概要
文部科学委員会は、衆議院のみに置かれる常任委員会である。文部科学委員会が最初に置かれたのは、2001年1月31日に召集された第151回国会である。文部科学委員会は議院規則により所管が定められており、文部科学省、教育委員会所管を対象とする（衆議院規則92条6号）。具体的には、文部科学行政、生涯学習、学校教育・科学技術及び学術の振興、科学技術の研究開発、文化、スポーツ振興、青少年等などである。
委員会の委員は、議院において選任される（国会法42条1項）。委員の選任は、すべて議長の指名によって行われる（衆議院規則37条）。実際には、各議院運営委員会において、各会派の議席数に応じて各委員会の委員の員数も配分され、個別の人事は配分された員数の範囲内で各会派によって行われる。
委員長は、委員の互選（国会法第25条）もしくは議長において指名（衆議院規則第15条第1項）で選任されると定められているが、後者の場合がほとんどである。この場合、事前に各会派間で協議された常任委員長各会派割当てと会派申出の候補者に基づいておこなわれる。なお、委員長に事故があった場合は理事が職務を行うことになっている（衆議院規則第38条第2項）。
理事の選任は委員の互選（衆議院規則第38条第2項）となっているが、第1回国会以来すべて委員長の指名により行われている。理事の員数および各会派割当ては議院運営委員会で決定した基準により、選挙など会派の構成が大きく変わった際に見直される。
2001年1月に実施された中央省庁再編で文部省、科学技術庁が文部科学省に統合されたことを受けて設置された委員会であり、それまでの文教委員会と科学技術委員会を統合した性格を有す。

## 衆議院
衆議院における委員の選任は、総選挙後初めて召集される会期の始めに行われる（国会法第42条および衆議院委員会先例集9号）か、国会法または衆議院規則の改正により必要となったとき（衆議院委員会先例集10号）のみであり、その他の場合は異動とみなし、委員の辞任と補欠選任で対処することになっている。
多くの会派は、総選挙後の国会と毎年秋に召集される臨時国会の冒頭で各委員の構成を見直すことを例としていることから、実際に委員の構成が大きく変わるのはその際である。
委員の会派割当数は所属議員の比率により議院運営委員会において決定される（国会法第46条および衆議院委員会先例集12号）。

### 組織
衆議院文部科学委員会の員数は40人である（衆議院規則92条）。委員長1名、理事6名が選出または指名される。
衆議院文部科学委員会の組織
2025年（令和7年）3月7日現在
- 委員長：中村裕之（自由民主党・無所属の会）
- 理事
  - 自由民主党・無所属の会：今枝宗一郎、小林茂樹、永岡桂子
  - 立憲民主党・無所属：青山大人、亀井亜紀子、坂本祐之輔
  - 日本維新の会：高橋英明
  - 国民民主党・無所属クラブ：日野紗里亜

- 委員
  - 自由民主党・無所属の会：遠藤利明、小渕優子、木原稔、柴山昌彦、鈴木貴子、渡海紀三朗、萩生田光一、船田元、古屋圭司、松野博一、三谷英弘、簗和生、山本大地
  - 立憲民主党・無所属：阿部祐美子、安藤じゅん子、五十嵐えり、小山千帆、佐々木ナオミ、高橋永、竹内千春、辻英之、波多野翼、眞野哲、吉川元
  - 日本維新の会：うるま譲司、前原誠司、美延映夫
  - 国民民主党・無所属クラブ：西岡義高
  - 公明党：浮島智子、金城泰邦
  - れいわ新選組：大石あきこ

### 所管事項
衆議院文部科学委員会の所管事項は次の通り（衆議院規則92条）。
1. 文部科学省の所管に属する事項
2. 教育委員会の所管に属する事項

国政調査案件
1. 文部科学行政の基本施策に関する事項
2. 生涯学習に関する事項
3. 学校教育に関する事項
4. 科学技術及び学術の振興に関する事項
5. 科学技術の研究開発に関する事項
6. 文化、スポーツ振興及び青少年に関する事項

## 所管国務大臣
委員会が審査又は調査を行うときは、政府に対する委員の質疑は、国務大臣又は内閣官房副長官、副大臣若しくは大臣政務官に対して行う（衆議院規則45条の2、参議院規則42条の2）。どの国務大臣等に対して出席を求めるかは、各議院の委員会において、委員長及び理事の協議で決定される。文部科学委員会において出席を求められる主な国務大臣等は、以下の通り。
文部科学大臣
- 阿部俊子（自由民主党）

文部科学副大臣
- 武部新（自由民主党）
- 野中厚（自由民主党）

文部科学大臣政務官
- 金城泰邦（公明党）
- 赤松健（自由民主党）

内閣府特命担当大臣（科学技術政策担当）
- 城内実（自由民主党）

## 歴代委員長
| 代 | 氏名       | 在職期間    |
| -- | ---------- | ----------- |
| 1  | 高市早苗   | 2001-2002   |
| 2  | 河村建夫   | 2002        |
| 3  | 古屋圭司   | 2002-2003   |
| 4  | 池坊保子   | 2003-2004   |
| 5  | 斉藤鉄夫   | 2004-2006   |
| 6  | 遠藤乙彦   | 2006-2007   |
| 7  | 桝屋敬悟   | 2006-2007   |
| 8  | 佐藤茂樹   | 2007-2008   |
| 9  | 岩屋毅     | 2008-2009   |
| 10 | 田中眞紀子 | 2009-2011   |
| 11 | 石毛鍈子   | 2011-2012   |
| 12 | 川内博史   | 2012        |
| 13 | 松野博一   | 2012-2013   |
| 14 | 小渕優子   | 2013-2014   |
| 15 | 西川京子   | 2014        |
| 16 | 福井照     | 2014-2016   |
| 17 | 谷川弥一   | 2016        |
| 18 | 永岡桂子   | 2016-2017   |
| 19 | 冨岡勉     | 2017-2019   |
| 20 | 亀岡偉民   | 2018-2019   |
| 21 | 橘慶一郎   | 2019-2020   |
| 22 | 左藤章     | 2020-2021   |
| 23 | 義家弘介   | 2021-2022   |
| 24 | 宮内秀樹   | 2022-2023   |
| 25 | 田野瀬太道 | 2023-2024年 |
| 26 | 中村裕之   | 2024年-     |